# Joan Massotkleiner
Joan Massotkleiner (Torroella de Montgrí, Baix Empordà, 21 de juny de 1955) és un actor català de cinema, teatre i televisió, i actor de doblatge. És membre de l'Acadèmia del Cinema Català. La seva veu i la seva mirada el fan interpretar personatges majoritàriament perversos.

## Trajectòria artística[1]

### Televisió
- El cas Reiner, telefilm de Carlos Pérez
- Alta traición, especial 2 episodis (Amar en tiempos revueltos) TV1
- Águila roja, sèrie de TVE[4]
- Acusados, sèrie de Tele 5
- Sin tetas no hay paraíso, sèrie de Tele 5
- Cuéntame cómo pasó, sèrie de TVE[5]
- La dame de Motsereau, minisèrie France 2
- El cor de la ciutat, sèrie de TV3[4]
- CLA. No somos ángeles, sèrie d‟Antena 3
- MIR, sèrie de Tele 5
- Hospital Central, sèrie de Tele 5[5]
- El comisario, sèrie de Tele 5[5]
- La memoria, documental dramatitzat. Protagonista
- 16 Dobles, sèrie de TV3. Dir. Orestes Lara
- Pets & Pets, dir. Sergi Schaff
- Corvalho, sèrie de TV3
- Dalí, être dieu, telefilm. Dir. Sergi Schaff
- Abogados, sèrie de Tele 5
- Compañeros, sèrie d‟Antena 3
- Policías, sèrie de Antena 3
- Periodistas, sèrie de Tele 5
- Homenots, dir. Sergi Shaff
- Laberint d'ombres, Sèrie de TV3
- Secrets de família, sèrie de TV3[4]
- ¿Para qué sierve un marido?, sèrie de TV1
- El joc de viure, sèrie de TV3
- Estació d'enllaç, sèrie de TV3

### Teatre
- La vida lluny dels poetes de Josep Peyró
- Els muntaplats de Harold Pinter
- Això a un fill no se li fa de Benet i Jornet. Dir. T. Townsend
- Tota una senyora de Montserrat Cornet
- Mort accidental d'un anarquista de Darío Fo. Dir. Pere Planella
- Okupes al Museu del Prado. Dir. Ricard Salvat[4]
- Platja negra. Dir. Lourdes Barba
- Galatea. Dir. Ariel García Valdés
- Políticament incorrecte. Dir. Paco Mir
- L'Avar de Molière. Dir. Sergi Balbel[4]
- L'Angel de la informació d'Alberto Moravia. Dir. Jordi Mesalles
- Aquella setmana d'Assumpció Cantalozella. Dir. Mercè Mas
- Cofundador del grup teatral "La Carota"
- Llull – Mística i Faula (amb Toti Soler)[4]
- Ovidi, poema sense acabar (amb Toti Soler i Gemma Humet)[5]
- Poetes – Elles tenen la paraula (amb Anna Godoy a l'arpa)[6]
- Recital de poemes de Borges. Pati Llimona.

### Cinema
- 25 Kilates de Patxi Amezcua
- Cándida de Guillermo Fesser
- Hipnos de David Carreras
- Fumata blanca de Miquel Garcia
- Nos miran de Norberto López Amado
- Las puertas del mundo niño de Marco Pani
- Doctor Curry. Curtmetratge
- El viatger de Joan Marimón. Curtmetratge
- Els sense nom de Jaume Balagueró
- Walter y sus modales de Miquel R. Curtmetratge
- Bomba de relojería de Ramon Grau
- Nits de ràdio d'Esteve Rovira. Curtmetratge
- L'estelada de Verdun de Felip Solé. Telefilm
- Transeúntes de Luís Aller
- Pàtria de Joan Frank Charansonnet
- Lone Wolves de Sergi Arnau
- Les dones del sisè pis, de Philippe Le Guay

### Doblatge
- Saint Seiya: El quadre perdut - Aldebaran de Taure
- Cowboy Bebop - Ted Bower
- Slam Dunk - Moichi Taoka
- Arc the Lad - Alcalde Galuano
- Bola de Drac Z Kai - Rei Cold
- One Piece - Crocodile
- Evangelion: Pel·lícules - Gendo Ikari
- El samurai sense nom - Shougen Itadori
- El Detectiu Conan - Jirokichi Suzuki